# Eryngium megapotamicum
Eryngium megapotamicum là một loài thực vật có hoa trong họ Hoa tán. Loài này được Malme mô tả khoa học đầu tiên năm 1904.